# Time To Party
Time To Party var Polens bidrag i Eurovision Song Contest 2007 där den framfördes av gruppen The Jet Set, men misslyckades med att nå finalen. Låten är skriven av Mateusz Krezan, Kamil Varen och David Junior Serame.